# Current Pharmaceutical Biotechnology
Current Pharmaceutical Biotechnology, abgekürzt Curr. Pharm. Biotechnol., ist eine wissenschaftliche Fachzeitschrift, die vom Bentham Science-Verlag veröffentlicht wird. Die Zeitschrift erscheint mit 15 Ausgaben im Jahr. Es werden Arbeiten aus dem Bereich der pharmazeutischen Biotechnologie veröffentlicht.
Der Impact Factor lag im Jahr 2020 bei 2,837.